# Fabian Berendes
Fabian Berendes, född 1610, död 1678, var en svensk friherre och militär. Han var son till Joakim Berendes och halvbror till Johan Berendes den yngre.
Efter en tids krigstjänst måste Berendes på grund av ett dråp  1635 gå i landsflykt, men fick 1641 nåd. År 1645 värvade han ett dragonregemente, och som överste för detta utmärkte han sig flera gånger under Karl X Gustavs polska krig. År 1656 blev Berendes överste för Åbo och Björneborgs kavalleriregemente och 1657 generalmajor. Han deltog med utmärkelse i Karl Gustavs danska krig, särskilt i stormningen av Frederiksodde och tåget över Bält. År 1664 fick Berendes avsked från sin överstebefattning.
Fabian Berendes var en duglig krigare men privat hetsig i humöret och misshandlade flera gånger sitt tjänstefolk, och låg i långvariga arvsprocesser med sin bror och dennes änka.